# Distretto di Ifri-Ouzellaguen
Il distretto di Ifri-Ouzellaguen è un distretto della provincia di Béjaïa, in Algeria, che comprende solo il comune di Ouzellaguen.